# 武汉站
武汉站位于中华人民共和国湖北省武汉市洪山区，紧邻青山区与洪山区交界的杨春湖南侧，毗邻三环线，是京广高速铁路的枢纽车站，亦通过滠武铁路联通武九客运专线、武九铁路和京广铁路，于2009年12月26日随武广高铁开通并启用。本站主要办理京广高铁和武九客专列车的始发、终到及过路作业，兼顾亦办理黄石、黄冈和咸宁方向城际列车的客运业务。
武汉站由法国AREP和中铁第四勘查设计院集团有限公司联合设计，中国建筑第三工程局承建，曾多次获奖。2011年，武汉站获得“第十届Brunel建筑设计大奖”，由时任美国交通部部长颁奖；2012年武汉火车站获得了芝加哥雅典娜建筑设计博物馆颁发的“2012年国际建筑奖”。此前武汉站已是“中国百年百项杰出土木工程”、“第十届中国土木工程詹天佑奖”、“中国建设工程鲁班奖”三项大奖的“大满贯”得主。

## 历史

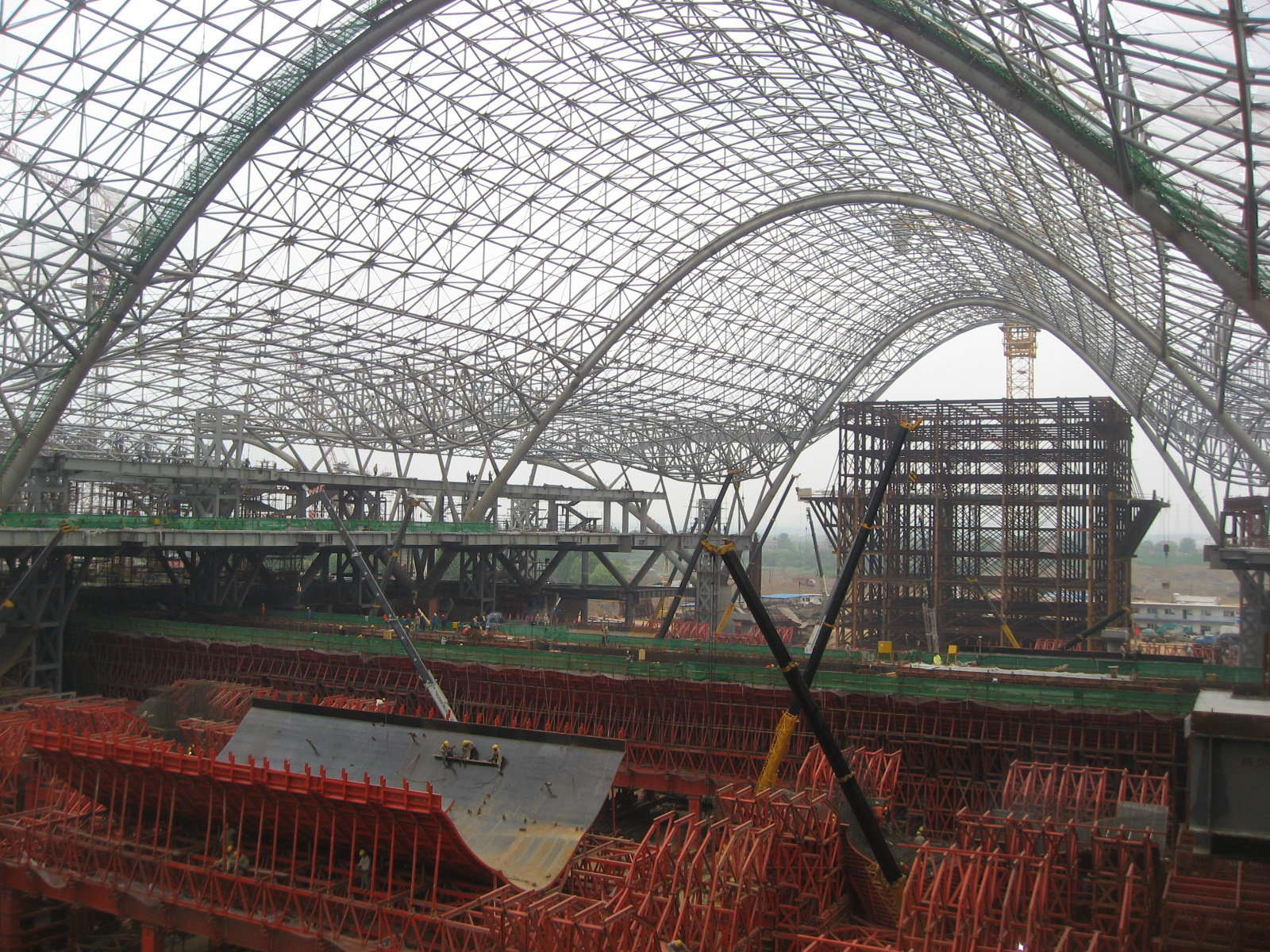
兴建中的武汉站（2009年4月）

- 2006年9月29日，武汉站暨城市综合配套工程正式开工。
- 2009年3月30日，武汉站钢结构主拱完成。
- 2009年12月26日，武汉站正式投入使用，但是整个车站当天并没有完全竣工，4个售票厅只有一处（售票厅2）可以使用，两个进站厅仅有东进站厅可用。
- 2013年12月28日，武汉地铁4号线一期开通，武汉站和武昌站加入武汉地铁网络，换乘武汉地铁2号线，可实现武昌站、汉口站和武汉站三大火车站无缝对接。[12]
- 2014年12月10日，武汉开往荆门方向的K8138/5次列车始发站由武汉站缩至汉口站后，武汉站成为仅办理动车组列车乘降的车站。[13]
- 2020年1月23日凌晨，受2019冠状病毒病疫情影响，武漢市新型冠狀病毒感染的肺炎疫情防控指揮部宣佈自當天10時起，武漢市全市城市公交、地鐵、輪渡、長途客運暫停運營，機場、火車站離漢通道暫時關閉，恢復時間另行通告[14]。车站不再发送旅客，但仍办理到达及同站旅客中转服务[15]。3月28日零时起，恢复办理到达业务。4月8日零时起，恢复办理出发业务[16]。
- 2024年1月，春运与武汉站投入运营第15年之际，车站导向标识系统进行了更新换代，拆除静态标识1400余个、新建静态标识5500余个、更新动态显示屏161块[17]。

## 车站布局

### 站房
武汉站总建筑面积370,860平方米，其中站房建筑面积114,602平方米、站前高架人行平台13,324平方米、无站台柱雨棚143,664平方米、地面层人行通道60,650平方米、地面层停车场38,620平方米。站房主要分为地下层、交换层、站台层、候车层，地下层为地铁4号线站台层，交换层为车站到达层并设有售票厅、地铁站厅及商业空间，四侧有出站通道并设有始发公交站场、的士站及停车场，站台层设站台及股道，高架层设东西进站通道、A候车室（A1-A8）、B候车室（B1-B8）及对应的检票口。武汉站的立面造型设计结合了武汉独具的特色，建筑的外观富有多层寓意：车站主站房设计犹如一只展翅飞翔的黄鹤，立面水波状的屋顶寓意着千湖之省，中部突出的大厅屋顶象征着身处中部的武汉正在崛起。车站首层为铁路桥梁结构，上层则为大跨度空间流线型金属钢结构，主拱最大跨度为116米，高度为50米，最高点距离地面58米。建成后将可实现「等候式」及「通过式」相结合的进站模式，而旅客更可在站厅俯瞰所有停靠于站台上的列车。

### 站场
武汉站设有站台11座（侧式站台2座，其余均为岛式站台），共有20条股道，全部为到发线，其中包括4条正线和16条侧线。武汉站西侧15条到发线为高速场，东侧5条到发线为普速城际场，第7、8道为京广高速铁路上下行正线，第17、18道为滠武铁路上下行正线。

## 下辖场站所
武汉站行政组织在开站初期曾经由武昌车站下辖，自2018年5月3日起由中国铁路武汉局集团有限公司直属，属其下辖运输站段中的车务机构:271。至2020年，车站管辖的场站所有:35：
- 京广高速铁路5站1所：孝感北站、横店东站、乌龙泉东站、咸宁北站、赤壁北站及L1/L2线路所，2018年5月8日随武汉车站挂牌交车站管理[1]:271。
- 京广铁路1站：武昌站，2020年5月13日随武昌车站行政组织合并交车站管理[1]:271。
- 武九客运专线10站1所：花山南站、左岭站、葛店南站、华容南站、鄂州东站、花湖站、黄石北站、大冶北站、白沙铺站、枫林站及肖马杨线路所，2020年5月13日自武昌东车务段交车站管理[1]:271。
- 武冈城际铁路全线4站：华容东站、黄冈西站、黄冈站、黄冈东站，2020年5月13日自武昌东车务段交车站管理[1]:271。
- 武九铁路/余花联络线1站：武汉东站，2020年5月13日自武昌东车务段交车站管理[1]:271。
- 阜黄高速铁路（黄黄高速铁路段）3站：浠水南站、蕲春南站、武穴北站。
- 武咸城际铁路全线12站1所，南湖东站、汤逊湖站、庙山站、普安站、纸坊东站、乌龙泉南站、土地堂东站、山坡东站、贺胜桥东站、横沟桥东站、咸宁东站、咸宁南站及民族大道线路所。

另管理四等站武汉动车基地。

## 公共交通

### 地铁
- █ 4号线：武汉火车站位於火车站地下一層，是武汉地铁4号线的終點站，乘客可在洪山广场和中南路换乘武汉地铁2号线分别去往天河机场（汉口火车站）方向和光谷广场方向，也可在武昌火车站转乘国铁京广铁路、汉丹铁路、武九铁路、长荆铁路、武麻铁路、合武铁路、汉宜铁路及武咸城际铁路列车。
- █ 5号线：武汉站东广场站位于站外东广场下方，是武汉地铁5号线的终点站。
- █ 19号线：武汉站西广场站位于站外西广场下方，是武汉地铁19号线的终点站。

### 公共汽车
武汉火车站配套公交站位于火车站的东广场，停靠公交118路（开往清正路大长山路）、297路（开往汉口北大道家具CBD东）、382路（开往德平路余家头路）、392路（开往惠安路秦园路口）、513路（开往鲁磨路光谷广场）、525路（开往青化路群力村）、540路（开往武昌火车站东广场）、551路（开往解放大道黄浦大街）、610路（开往汉口火车站）、610路区间（开往解放大道解放公园）、634路（开往后湖大道地铁新荣）、643路（开往落雁路雁中咀）、夜610路（同610路）、夜525路（同525路）、机场巴士5号线（开往天河机场2号航站楼）、高铁公交夜班车（武汉火车站↔武汉火车站）等。
乘坐公交540路可前往武昌站，乘坐公交610路可前往汉口站，其中610路还设有夜行通宵车（夜610路，22:30-5:00），除此之外，武汉站夜间还有高铁公交夜班车：武汉火车站-武汉火车站（23:00、23:15、23:30、00:00运营）。

### 长途汽车和出租车
出租车上客点位于火车站到达层的北侧。配套的长途汽车站为杨春湖长途客运站，位于火车站东广场南侧。

## 图集

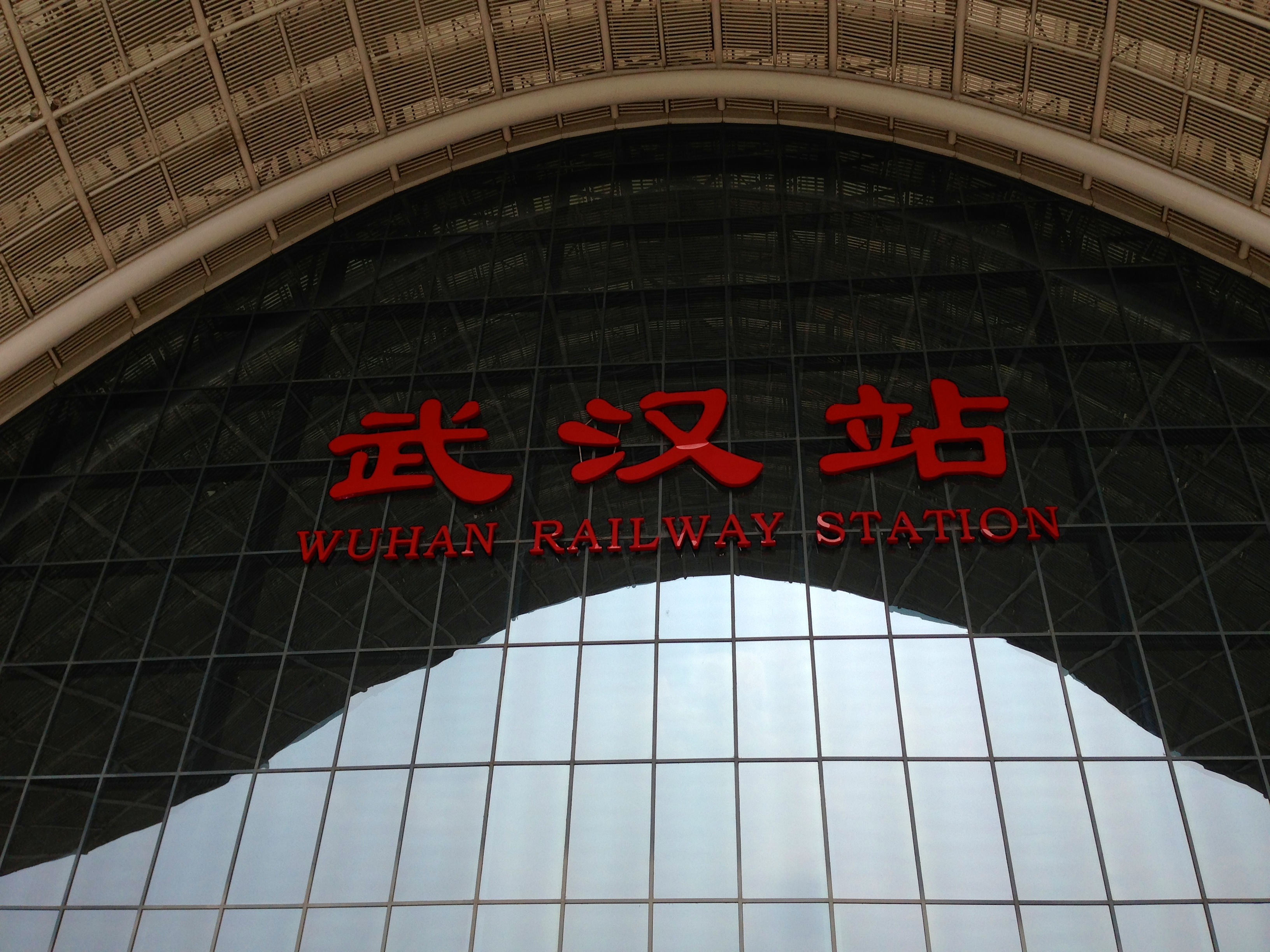
站牌
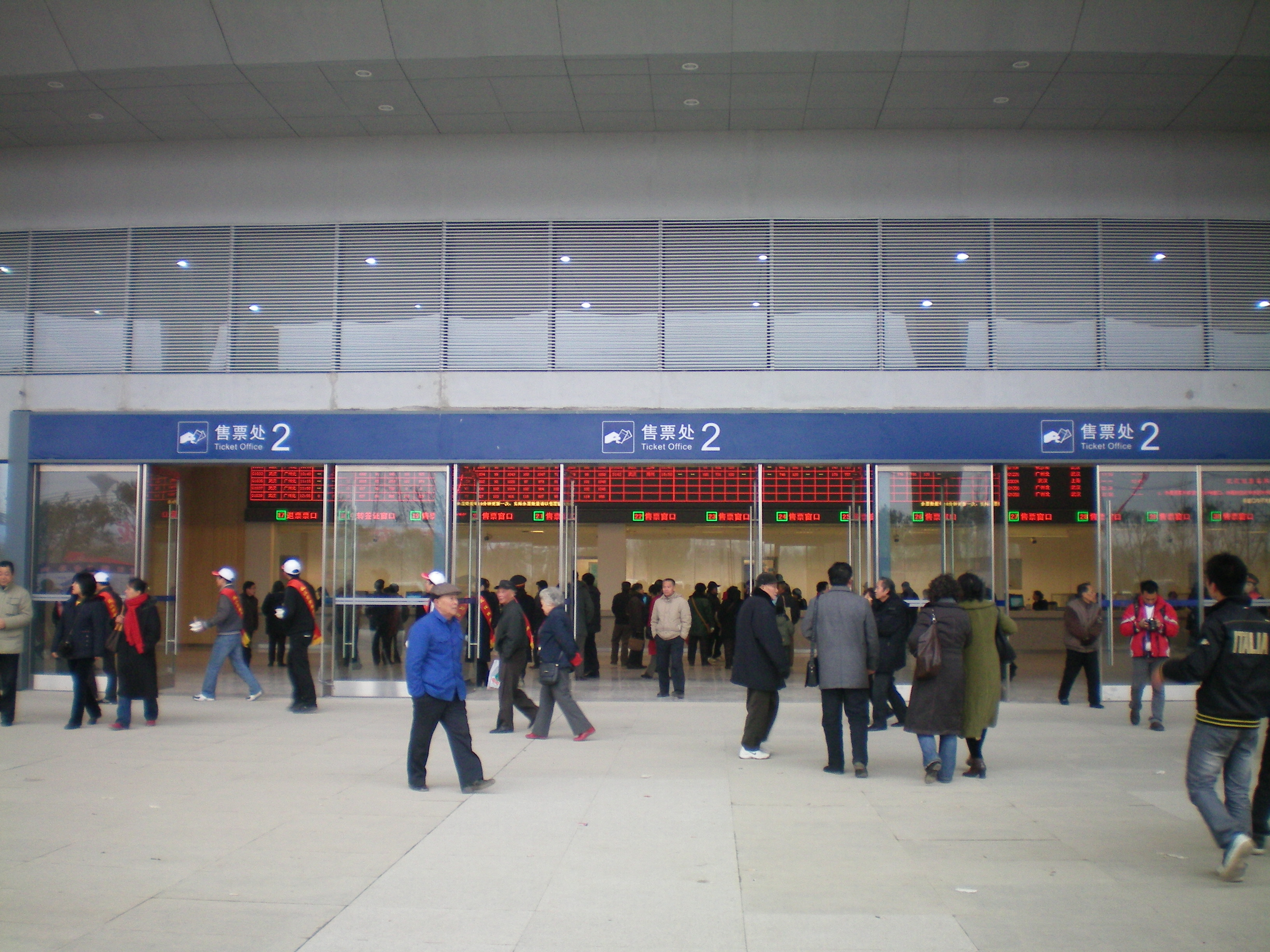
２号售票處（室外）
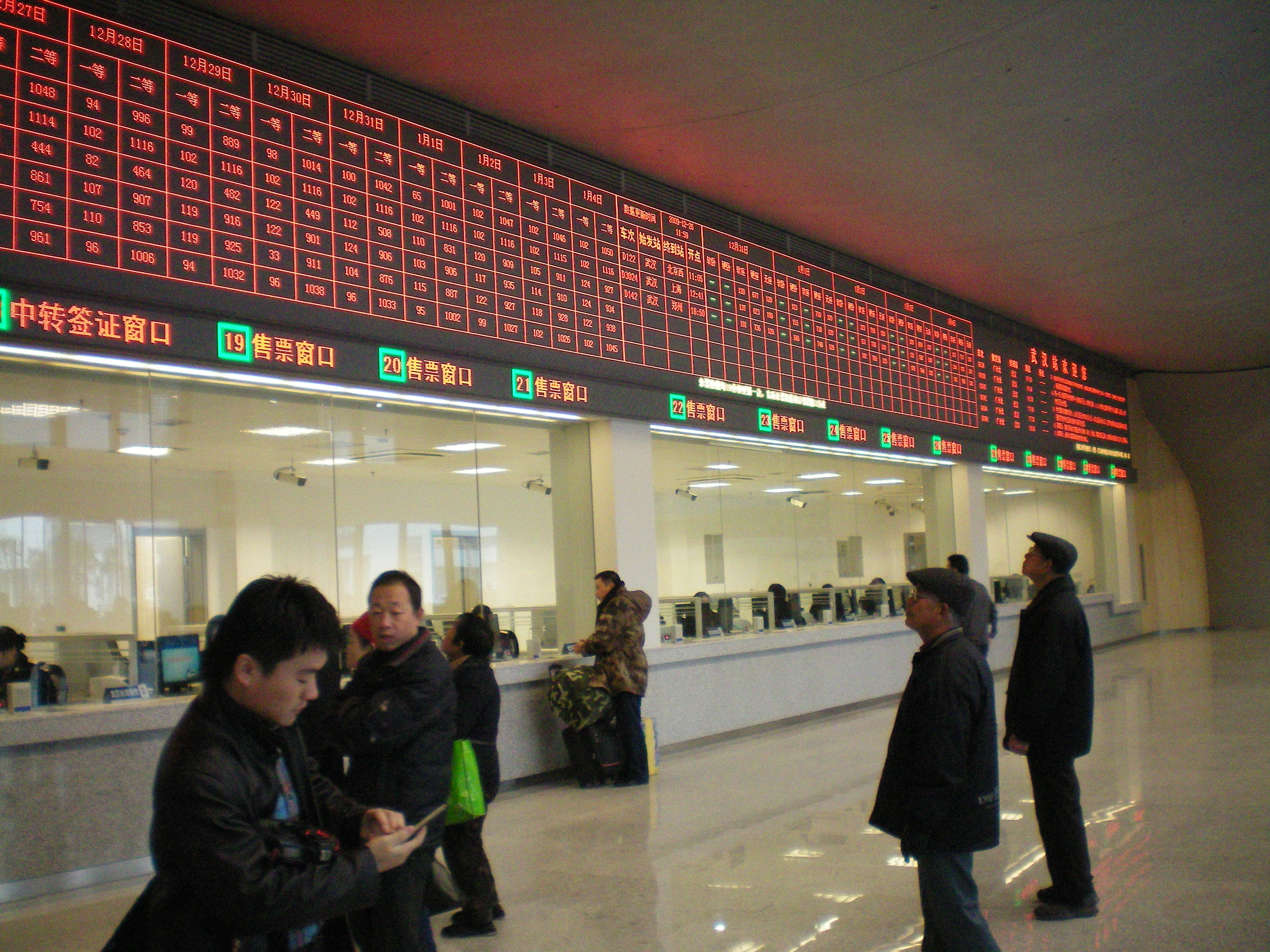
２号售票處（室內）
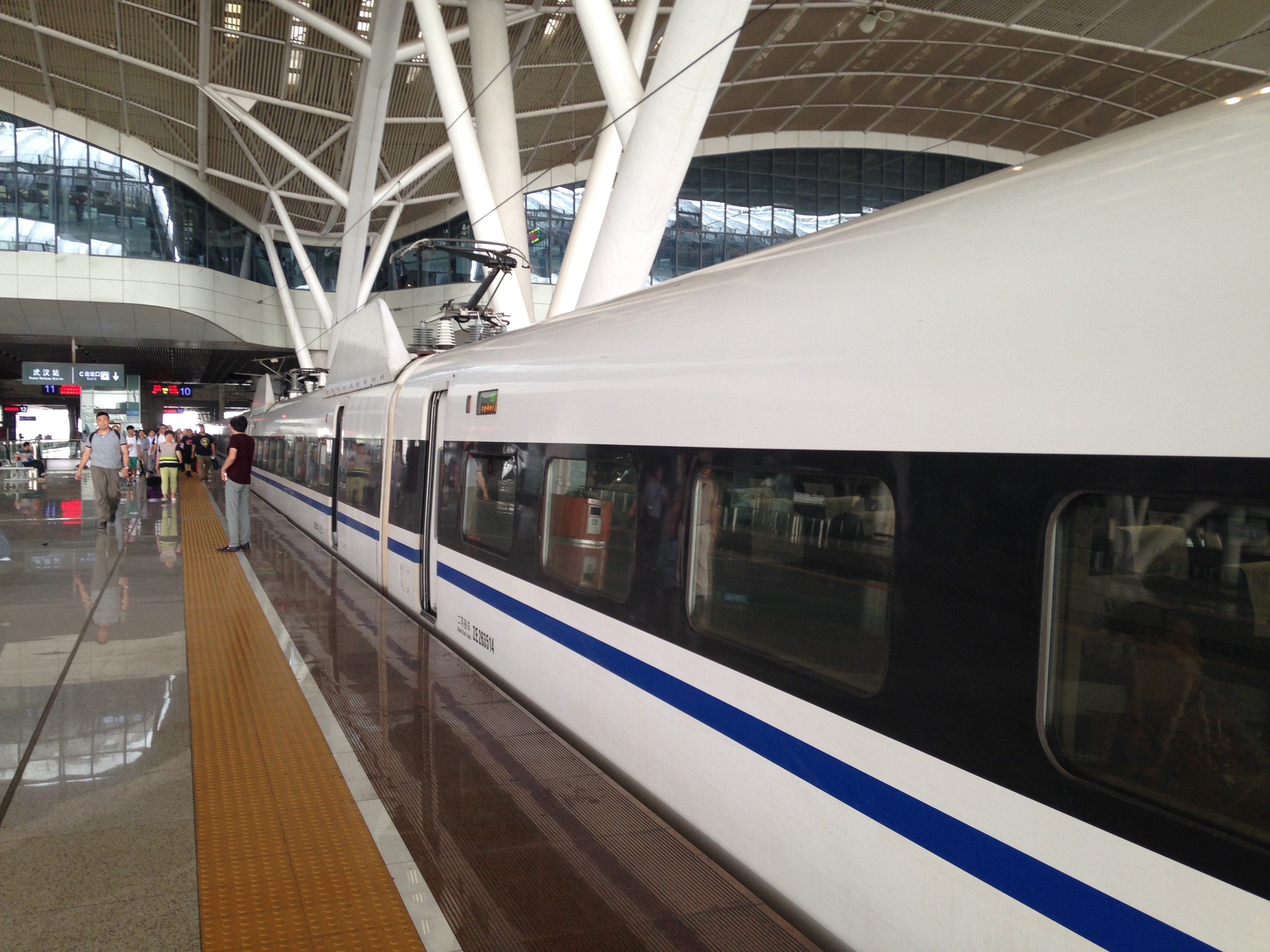
一列開往北京西站的動車組列車停靠在站內
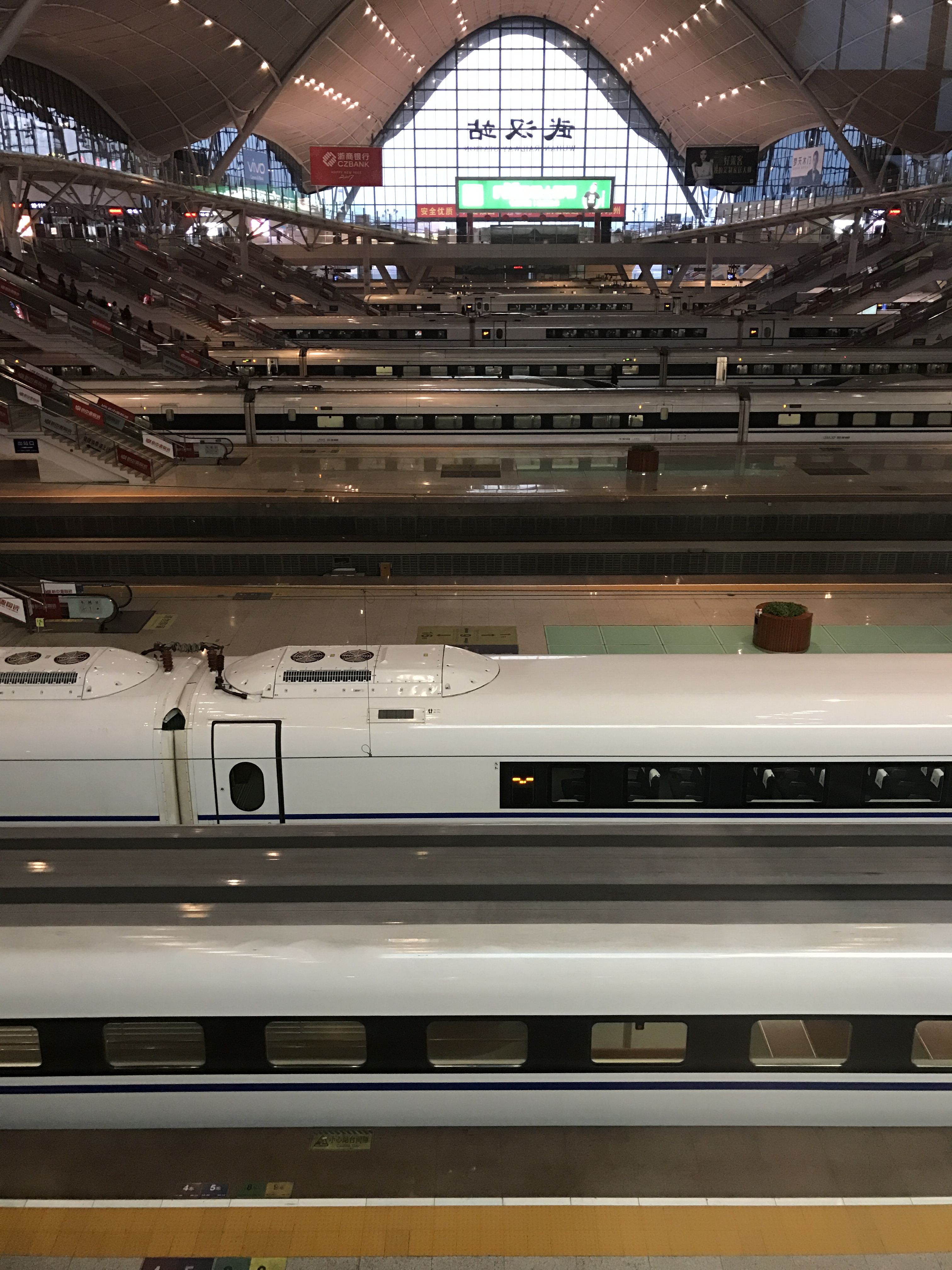
早上7时的武汉站
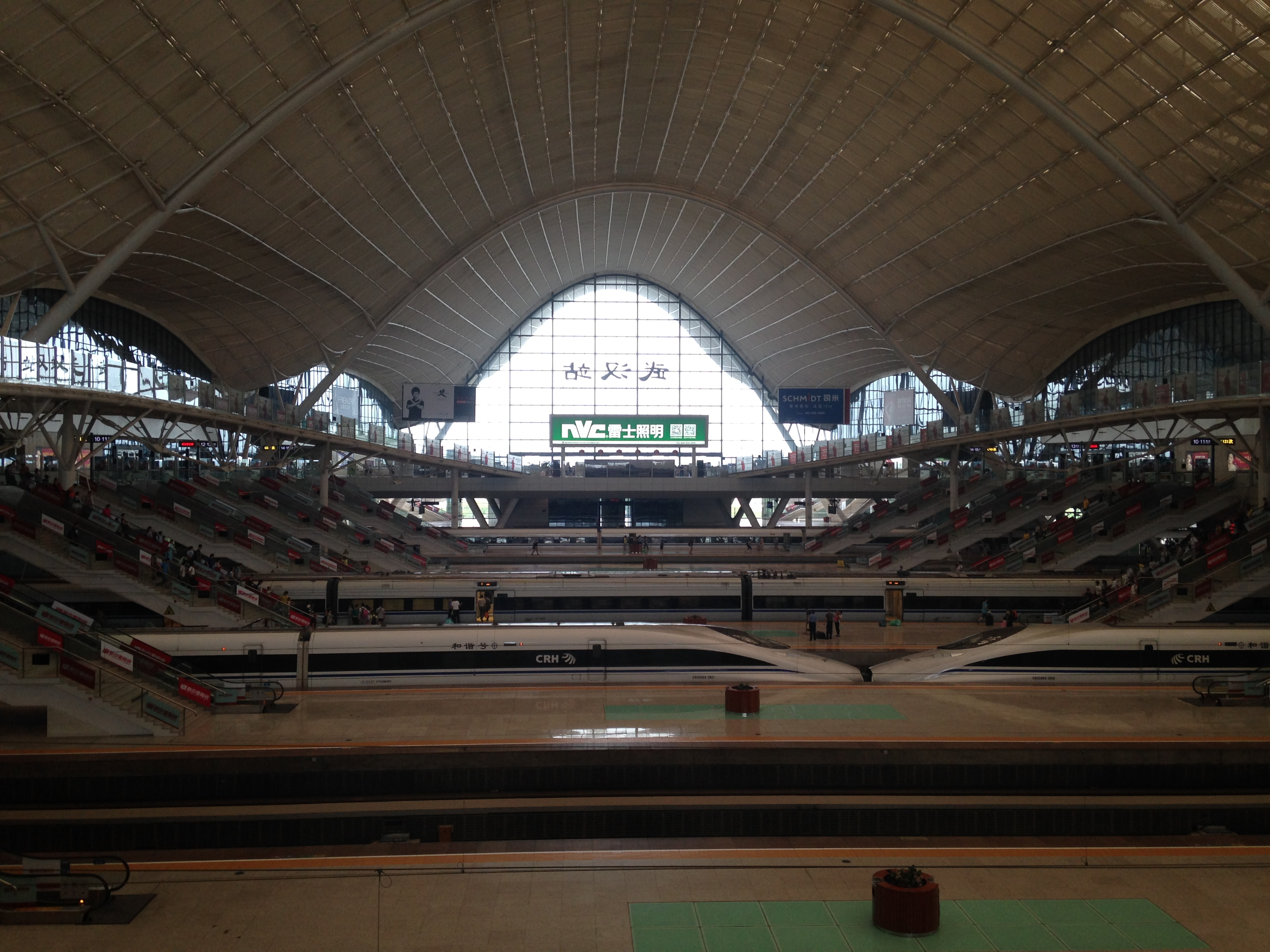
車站內部，近處可見一列CRH380A系高速動車組列車
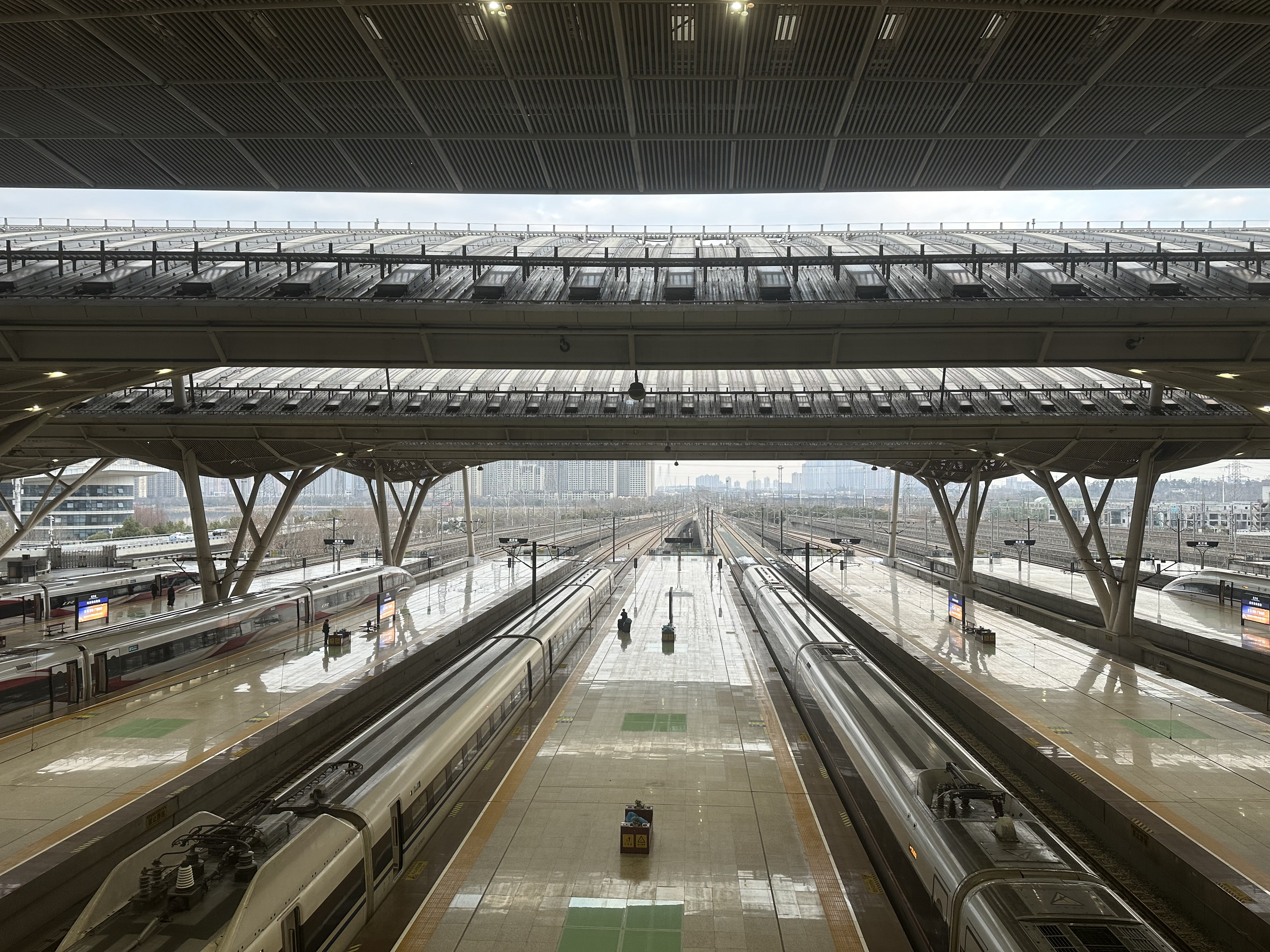
俯瞰西侧站台与股道
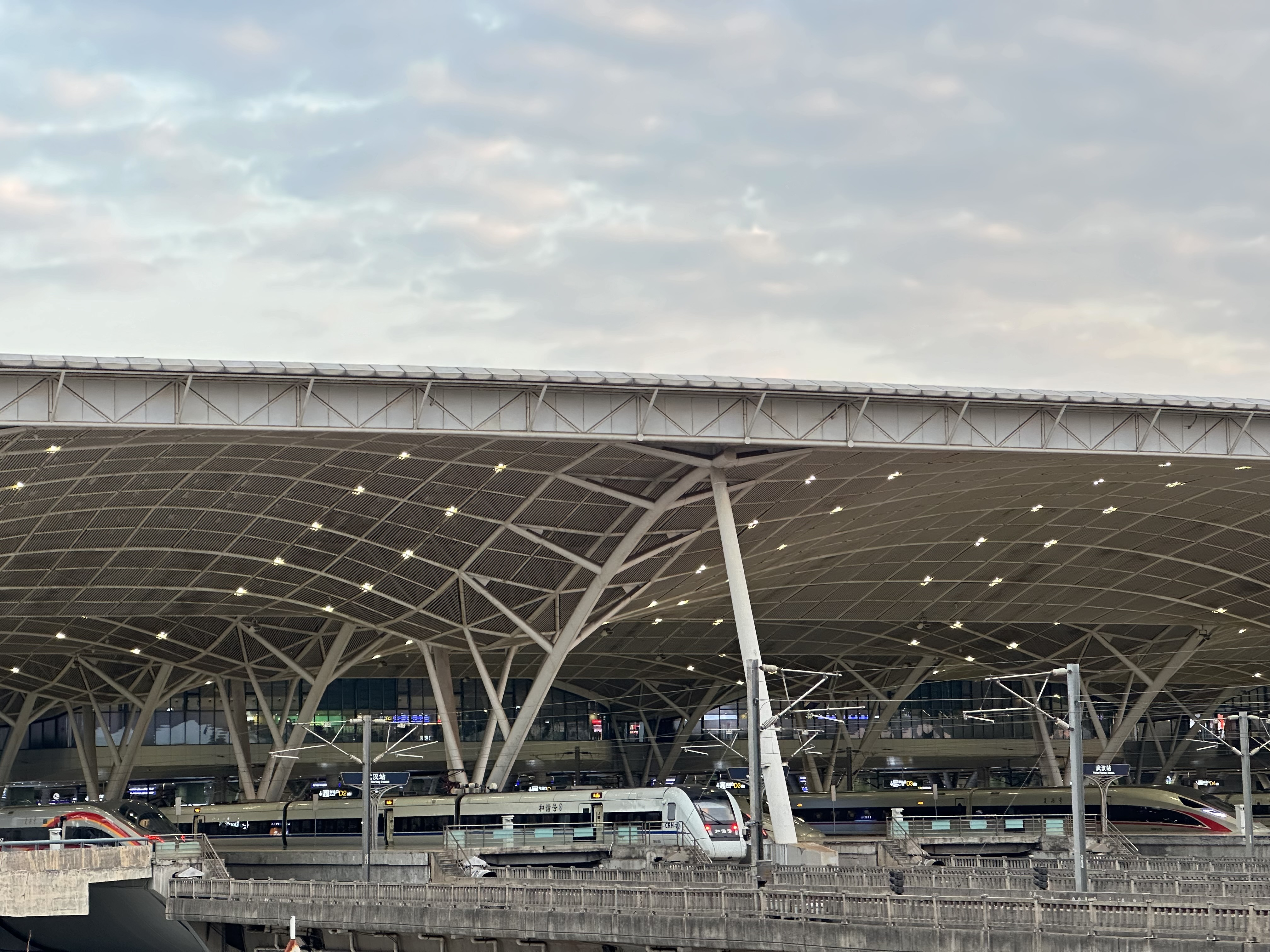
东侧股道
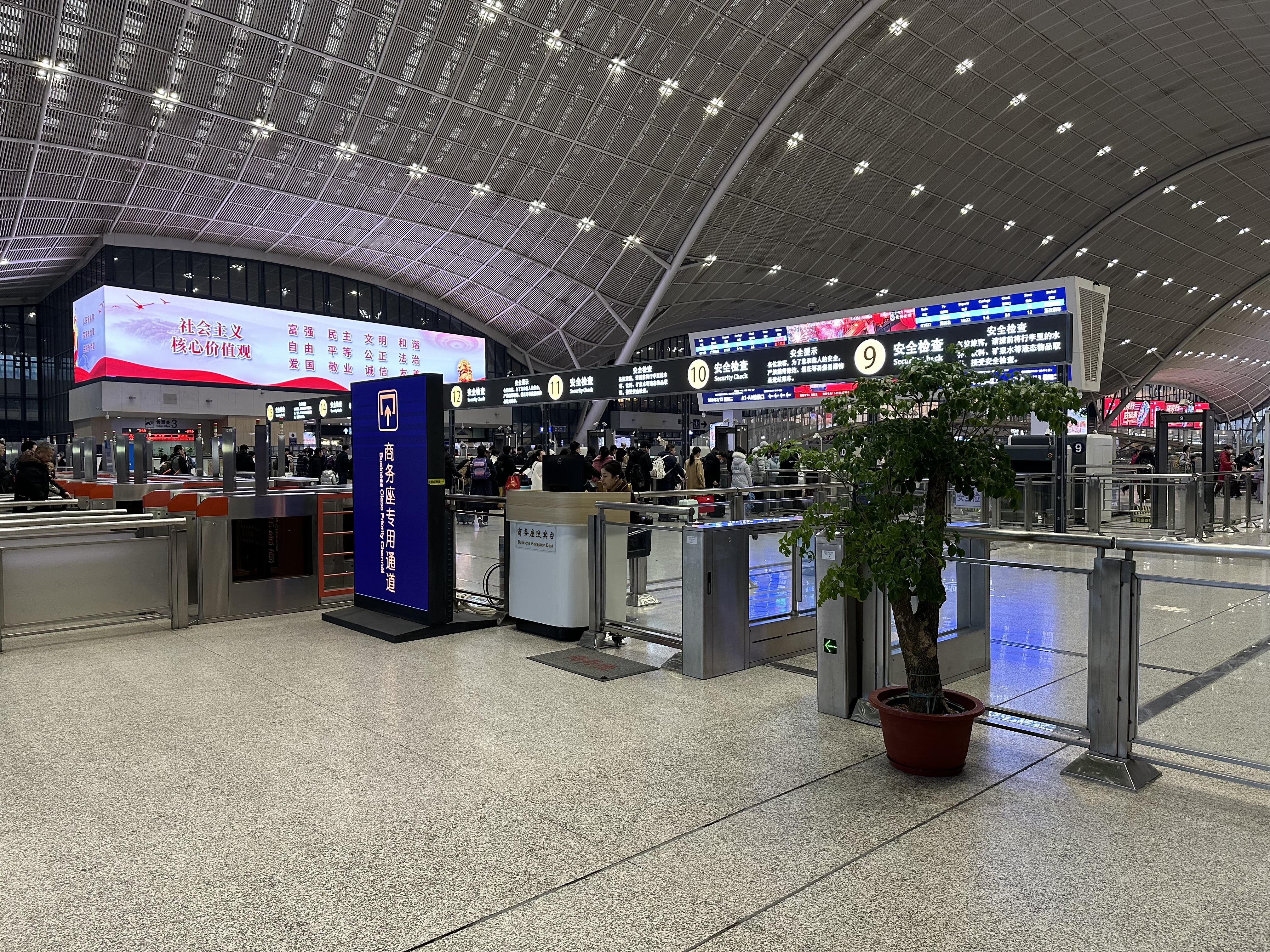
商务座旅客专用通道
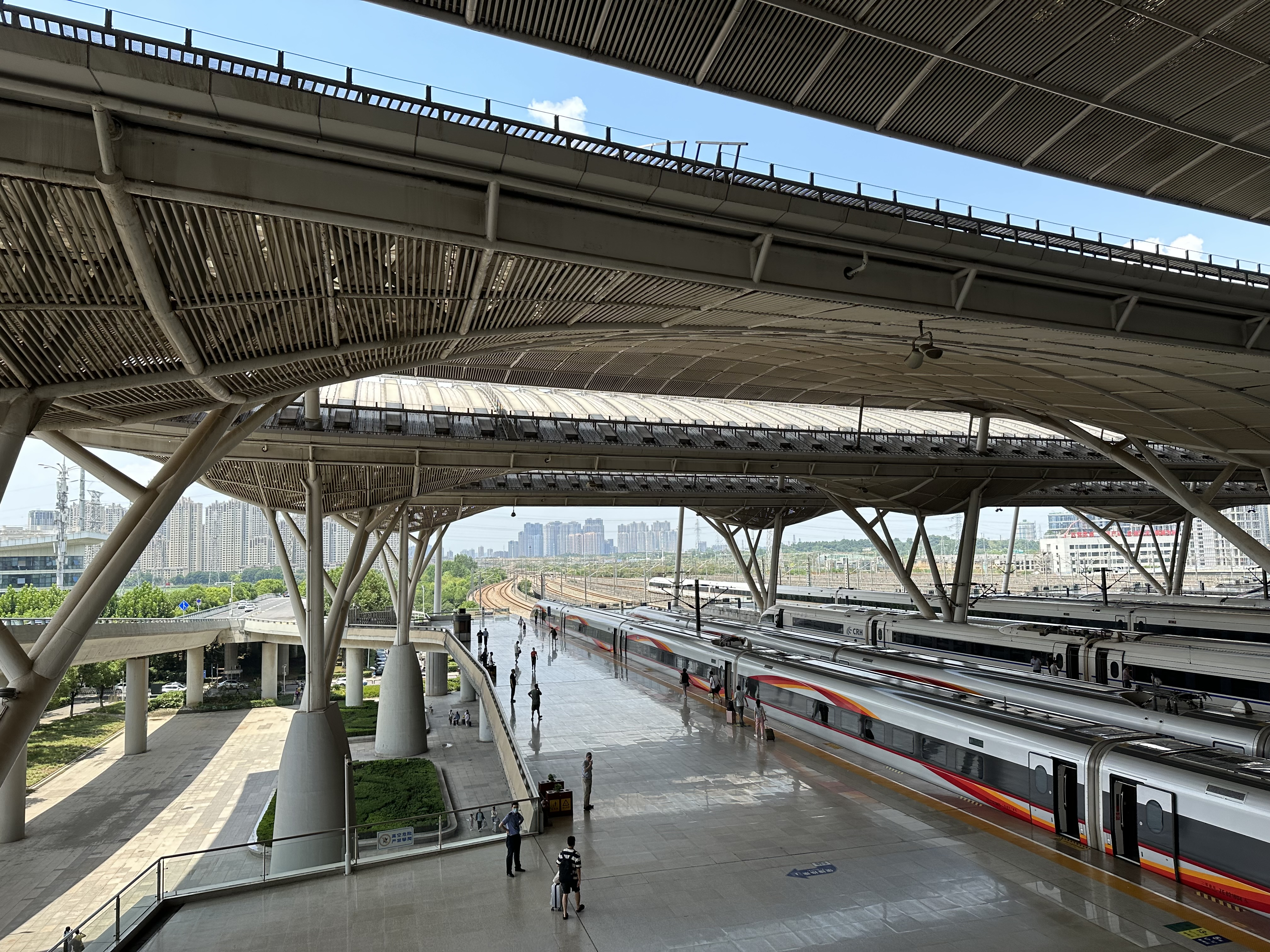
俯瞰１号站台
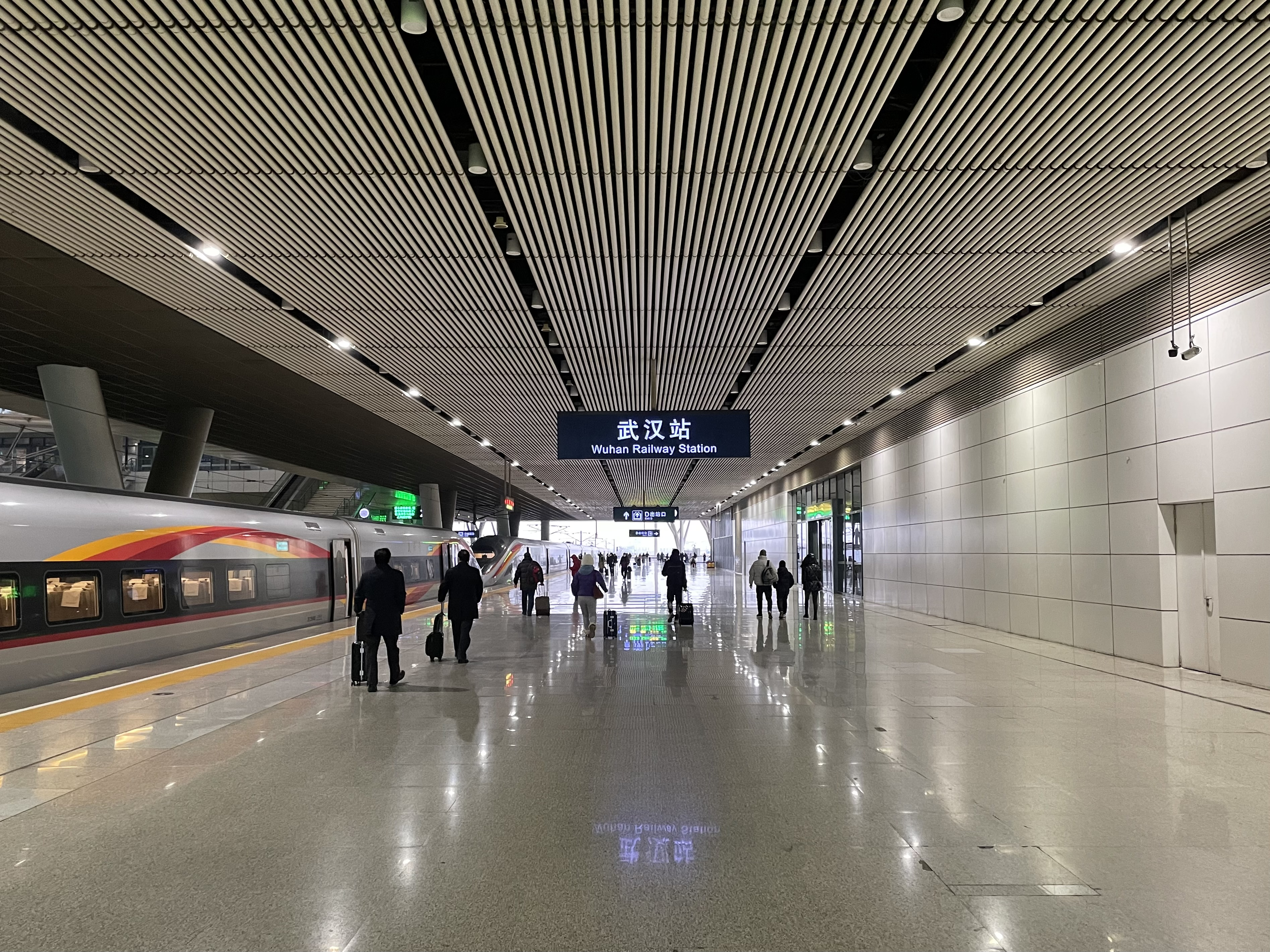
１号站台
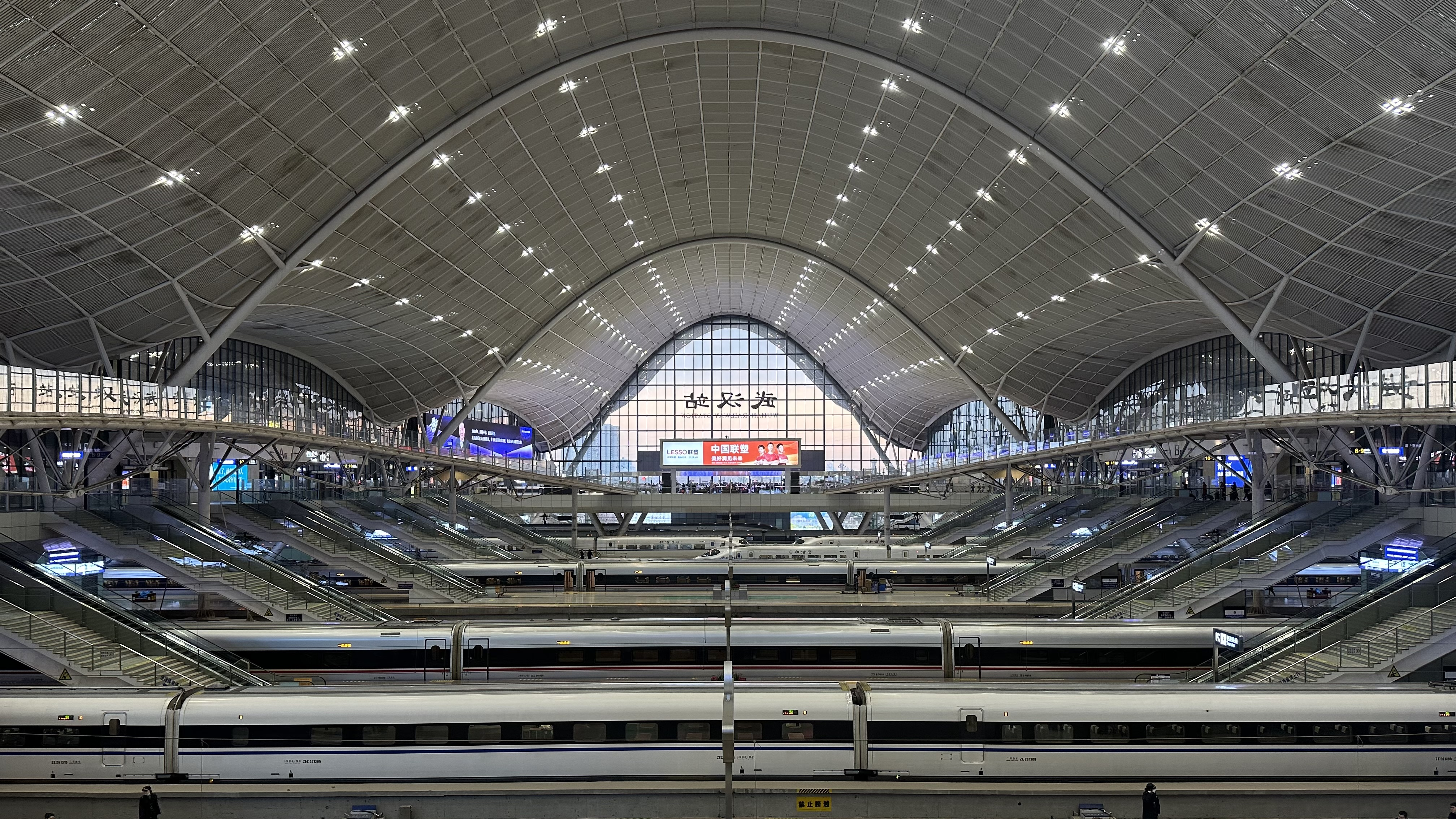
导向标识系统更新后的车站中庭，摄于2024年2月